# Parameter (Musik)
Parameter (griechisch παράμετρος aus pará ‚gegen‘, ‚neben‘, ‚bei‘ und metron ‚Maß‘; im Sinne von: an etwas messen, vergleichen) ist ein aus den Naturwissenschaften entlehnter Begriff und bezeichnet in der Musik elementare Aspekte wie Tondauer, Tonhöhe und Tonstärke bzw. Lautstärke.  Es werden „die akustischen Eigenschaften des Klanges“ quantisiert. Bereits der ukrainisch-amerikanische Musiktheoretiker Joseph Schillinger (1895–1943) propagierte algorithmische Kompositionstechniken und gebrauchte das Wort „Parameter“. Nachdem der deutsche Physiker Werner Meyer-Eppler (1913–1960) den Begriff 1953 als musiktheoretischen Terminus zur Diskussion stellte, setzte er sich sehr schnell durch – zeitgleich mit seriellen Kompositionstechniken, in denen nicht nur Tonhöhen und Intervalle, sondern auch Dauern und Lautstärken der Töne in Reihen vorgeordnet wurden. Das Wort „Parameter“ spielt eine zentrale Rolle in Komposition und Analyse insbesondere Serieller und Elektronischer Musik.

„Der Ausdruck selbst entstammt der Mathematik; er musste sich wie mancher naturwissenschaftlicher Terminus, den die neuere Musiktheorie adaptierte, einen Bedeutungswandel gefallen lassen. Jetzt, in der Musik, nennt man Parameter alle Dimensionen des musikalischen Verlaufs, die sich isoliert verändern lassen. […] Nachdem man sich einmal entschlossen hatte, alles dem Begriff Parameter zu unterstellen, was irgend sich in Reihen anordnen, also serialisieren ließe, ging man dazu über, weitere Parameter zu bilden. […] Was den Parameter definiert: Er gibt einen Bereich an, der sich kompositionstechnisch verwalten, also vorbehaltlos jedem noch so abstrakten Regelungsschema anpassen lässt.“

## Parameter des Einzeltons
Drei physikalisch messbare Kenngrößen lassen sich an musikalischem Material feststellen und getrennt voneinander beschreiben.
Die drei Parameter des einzelnen Tons (und ihre entsprechenden akustischen Größen) sind:
- die Tonhöhe (beziehungsweise die Grundfrequenz) {\displaystyle f}
- die Tondauer (beziehungsweise das Zeitintervall) {\displaystyle \Delta t}
- die Lautstärke (beziehungsweise die Amplitude) {\displaystyle y_{0}}

Kontrovers wurde schließlich seit den 1960er Jahren
- die Klangfarbe (beziehungsweise das Klangspektrum)

zu den Parametern gezählt. „Klangfarbe“ lässt sich aber nur im übertragenen Sinne als Parameter bezeichnen, denn sie besteht nicht aus einer Variablen mit diskretem Wert, sondern ist ein zeitlich veränderlicher Verlauf von Frequenzspektrum und Amplitude bzw. Hüllkurve (mit den Phasen: Einschwingvorgang, stationäre Phase und Ausschwingvorgang). Es handelt sich um einen kontinuierlichen Übergang, der nicht in Einzelwerte aufgelöst werden kann. Nachdem die Klangfarbe als Parameter lange Zeit zur Disposition gestellt war, wurde dieses Konzept schließlich aufgegeben. Heute, so Karlheinz Essl, können sich alle möglichen Parameter je nach Absicht konstituieren, „was als Parameter zu gelten hat, muß von Komposition zu Komposition jeweils aufs Neue definiert werden.“
Wenn etwa Melodie als musikalischer Parameter bezeichnet würde, wäre das irreführend, denn eine Melodie ist nicht lediglich eine Tonhöhenfolge, sondern eine Tonintervallfolge und zugleich auch eine Ton- und Pausendauerfolge, und unterliegt eigenen geschichtlichen und ästhetischen Bestimmungen. Auch die Einstufung von Harmonie und Rhythmus als Parameter wäre zumindest unhistorisch.
Im Unterschied zu naturwissenschaftlichen oder mathematischen Elementen ist in der Musik – von ihren physikalischen Eigenschaften einmal abgesehen – nicht zu objektivieren, welche Größen als elementare Parameter einer musikalischen Komposition gelten können und welche als zusammengesetzte Nebenerscheinungen – die Komponisten gehen je verschieden damit um. Die Bedeutung des Begriffs Parameter verliert im Übergang von den akustischen Gegebenheiten zum kompositorischen Momentum seine naturwissenschaftliche Basis und wird zum Gegenstand eines kompositorischen Konzeptes.

## Weitere Parameter
Die Behandlung der Klangfarbe als Parameter war von Anbeginn problematisch. Bezeichnenderweise waren die ersten seriellen Kompositionen für Klavier geschrieben, sie klammerten das Problem zunächst aus. Olivier Messiaens Mode de valeurs et d´intensités (1949, Nr. 3 aus Quatre Études de rythme) berücksichtigte zunächst die Parameter Tonhöhe, Dauer, Intensität und Anschlagsart. Die Tonhöhen erschienen hier nicht absolut, sondern getrennt nach „Tonqualität“ (der Ton „c“ wird unabhängig von seiner Oktavlage und damit seiner tatsächlichen Frequenz behandelt) und „Register“. Mit dem Versuch, den Parameter Klangfarbe systematisch zu gestalten, wurden vor allem auch Bereiche der Klangsynthese und Elektronischen Musik weiter entwickelt.
Im Folgenden wurden zunehmend mehr Ebenen der Komposition „parametrisiert“: Karlheinz Stockhausen führte in seiner 5-kanaligen Tonbandkomposition Gesang der Jünglinge (1955–56) den Parameter „Raum“ ein, strukturierte also Klangbewegungen im Raum. Iannis Xenakis organisierte in seinem Orchesterwerk Metastaseis (1953–54) Dichtegrade des musikalischen Geschehens. Schließlich wurde der Begriff Parameter auf jede Dimension der Musik angewendet, die dem kompositorischen Zugriff zugänglich war und sich in Skalen anordnen und/oder quantifizieren ließ.
Der quantisierende Parameter steht durch seine Geschichte hinweg den manchmal auch subjektiven Qualitäten einer Musik gegenüber, wie sie sich besonders in diskreten Übergängen, wie zum Beispiel einem Glissando präsentieren. Dominante Parameter erscheinen nicht nur, aber besonders in der Populären Musik oft als Möglichkeiten, weitere Parameter, die sonst zum Zuge kommen könnten, zu überblenden. Sie bringen den Charakter eines Stücks zum Ausdruck oder repräsentieren ihn komprimiert und erleichtern auf diese Weise die Memorisierung von Stücken.